# 国際ライフセービング連盟
国際ライフセービング連盟（こくさいライフセービングれんめい）は、世界的なライフセービングの国際競技連盟である。国際競技連盟連合 (GAISF) 、IOC承認国際競技連盟連合 (ARISF) 、国際オリンピック委員会、国際ワールドゲームズ協会、国際スポーツ科学体育会議に加盟している。

## 沿革
- 1878年 - 国際水難救助連盟（FIS）発足
- 1971年 - ワールドライフセービング（WLS）発足
- 1993年 - 両団体が統合し、国際ライフセービング連盟発足

## 加盟団体
- 日本ライフセービング協会

## 大会・イベント
- ライフセービング世界選手権大会